# Vitória decisiva
Uma vitória decisiva é uma vitória militar em batalha que resolve definitivamente o objetivo que está sendo disputado, encerrando um estágio do conflito e começando outro estágio. Até que uma vitória decisiva seja alcançada, o conflito sobre os objetivos concorrentes continuará.

## Definições
As expressões “batalha decisiva” e “vitória decisiva” evoluíram ao longo do tempo, conforme os métodos e o escopo das próprias guerras mudaram. Mais modernamente, conforme exércitos, guerras e teatros de operações se expandiram — de modo que a gestalt (ou seja, um resultado que é maior do que a soma total — ver sinergia) do empreendimento geral era mais definitiva — a frase “perdeu seu significado”. O significado é efêmero, como a diferença entre “estratégia” e “tática”.
Em Defining and Achieving Decisive Victory, Colin Gray definiu uma vitória decisiva operacional como “uma vitória que decide o resultado de uma campanha, embora não necessariamente da guerra como um todo”.
A Batalha de Midway é frequentemente citada como uma vitória operacional decisiva para os EUA, apesar do fato de que a Guerra do Pacífico terminou mais de três anos depois com a vitória estratégica decisiva dos bombardeamentos atômicos de Hiroshima e Nagasaki, que levaram diretamente à rendição japonesa; isso porque a operação Midway representou a destruição da maioria das forças de porta-aviões ofensivos da MIJ, o que decisivamente interrompeu tanto a sequência de vitórias ininterruptas da MIJ em combate quanto seus planos de expansão para o leste na Ilha Midway, Havaí, Ilhas Aleutas e potencialmente o continente dos EUA. Durante esse período, a Marinha dos EUA se expandiu muito, e a MIJ nunca foi capaz de recuperar sua antiga força, tornando a vitória decisiva em termos de determinar a futura forma operacional das batalhas pelo Pacífico.
Na escala tática, o ataque a Pearl Harbor é citado como uma vitória decisiva, pois destruiu a totalidade da frota de navios de guerra do Pacífico dos EUA e neutralizou a capacidade de Pearl Harbor de retaliar de uma só vez, resolvendo assim a questão de se os couraçados (que os japoneses incorretamente viam como a maior ameaça) representariam uma ameaça à expansão japonesa no Oeste. Claro, isso prova que uma vitória taticamente decisiva não substitui uma vitória decisiva em uma escala maior, já que a questão estratégica do controle do Pacífico permaneceu muito em questão, e a guerra foi posteriormente resolvida decisivamente em favor dos Aliados (veja acima) por meio de porta-aviões e bombardeiros em vez de couraçados.
Escrevendo na Military Review, Thomas Goss atribui a popularidade do termo intimamente relacionado “batalha decisiva” a Sir Edward Creasy e seu livro de 1851, The Fifteen Decisive Battles of the World. Goss relata uma variedade de definições diferentes para o termo usado por historiadores e líderes militares (nenhum dos quais normalmente define o termo antes de usá-lo): uma batalha que (1) atinge seus objetivos operacionais; (2) termina o conflito porque um lado atingiu seus objetivos estratégicos, ou; (3) termina diretamente o conflito e resulta em uma paz duradoura entre os beligerantes. Ele conclui que “Uma batalha decisiva deve levar diretamente a uma resolução rápida das questões políticas contestadas porque os resultados no campo de batalha fizeram com que ambos os lados concordassem que uma decisão havia sido alcançada.”
O Almirante Mahan enfatizou que as operações navais seriam vencidas principalmente por meio de batalhas decisivas e bloqueios.